# Portói bor

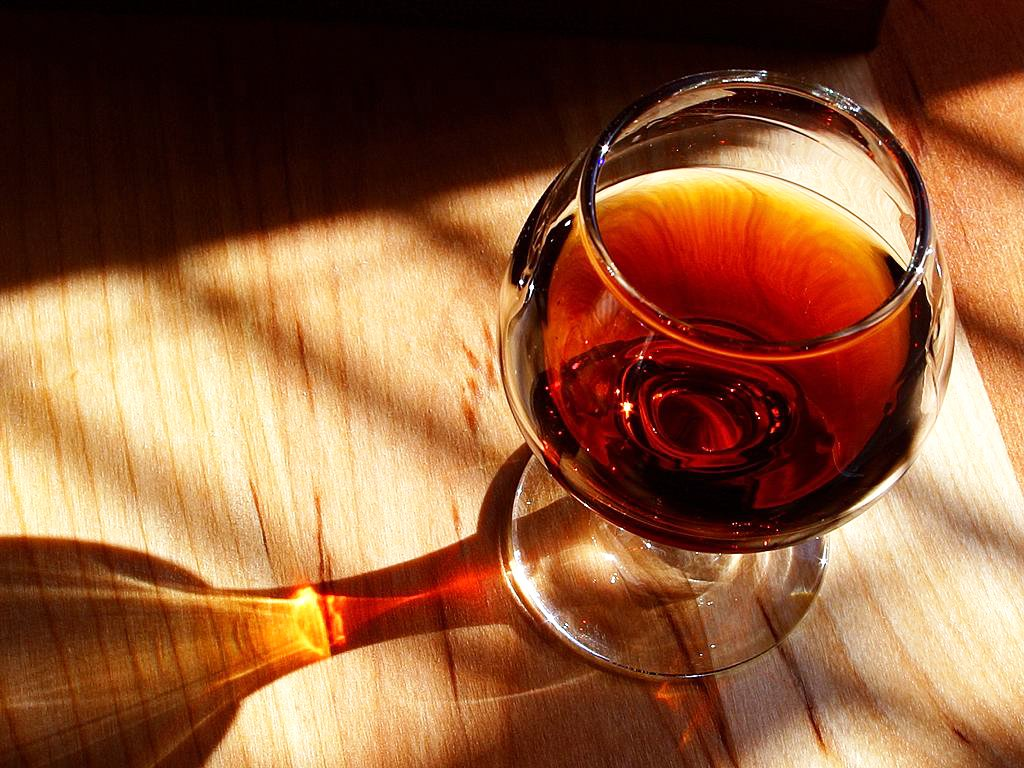
Egy pohár portói bor

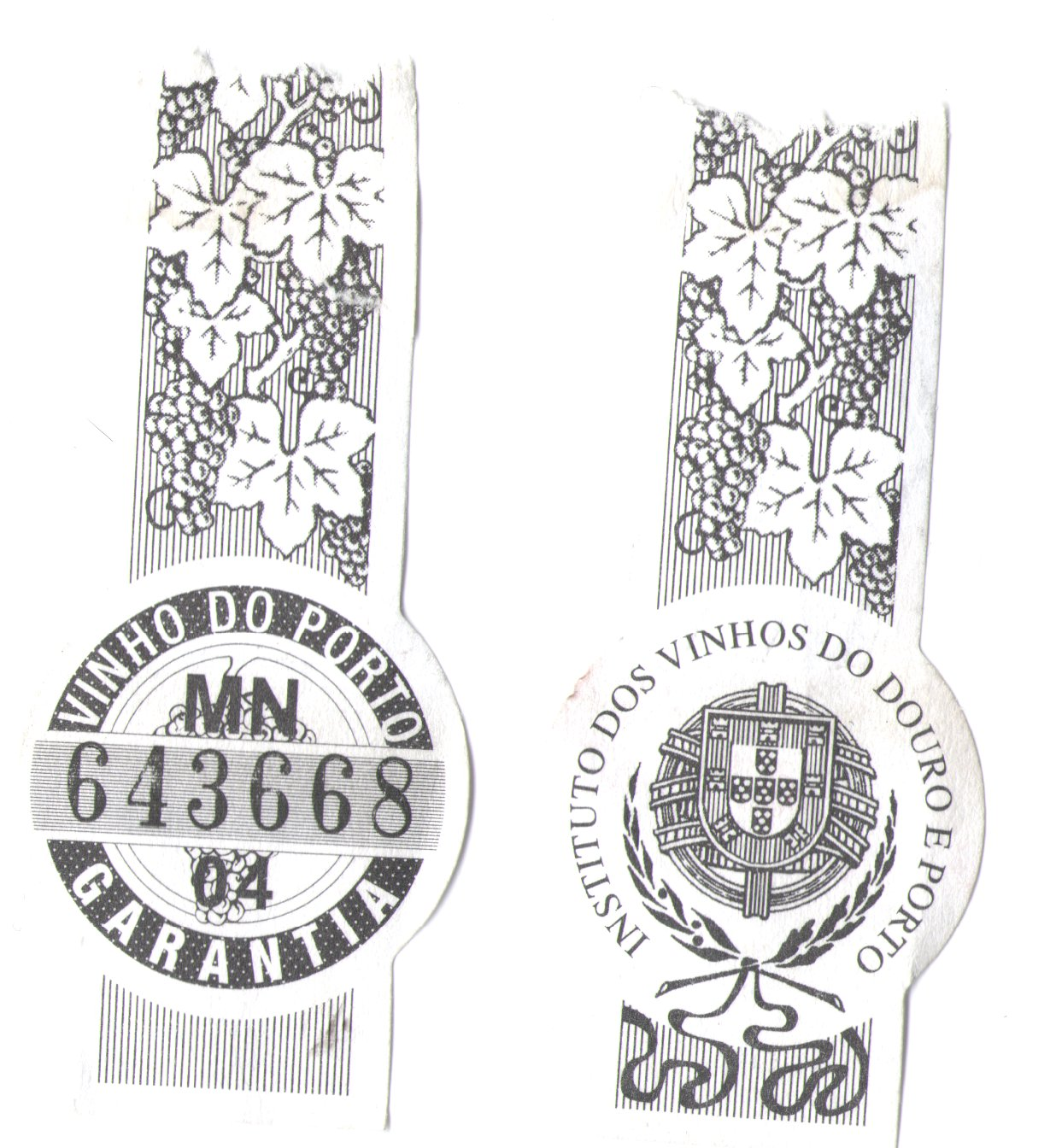
Hivatalos, sorszámozott garanciacímke portói palackról, csak az ilyen egyedi címkét viselő palackok tartalmaznak valódi portói bort

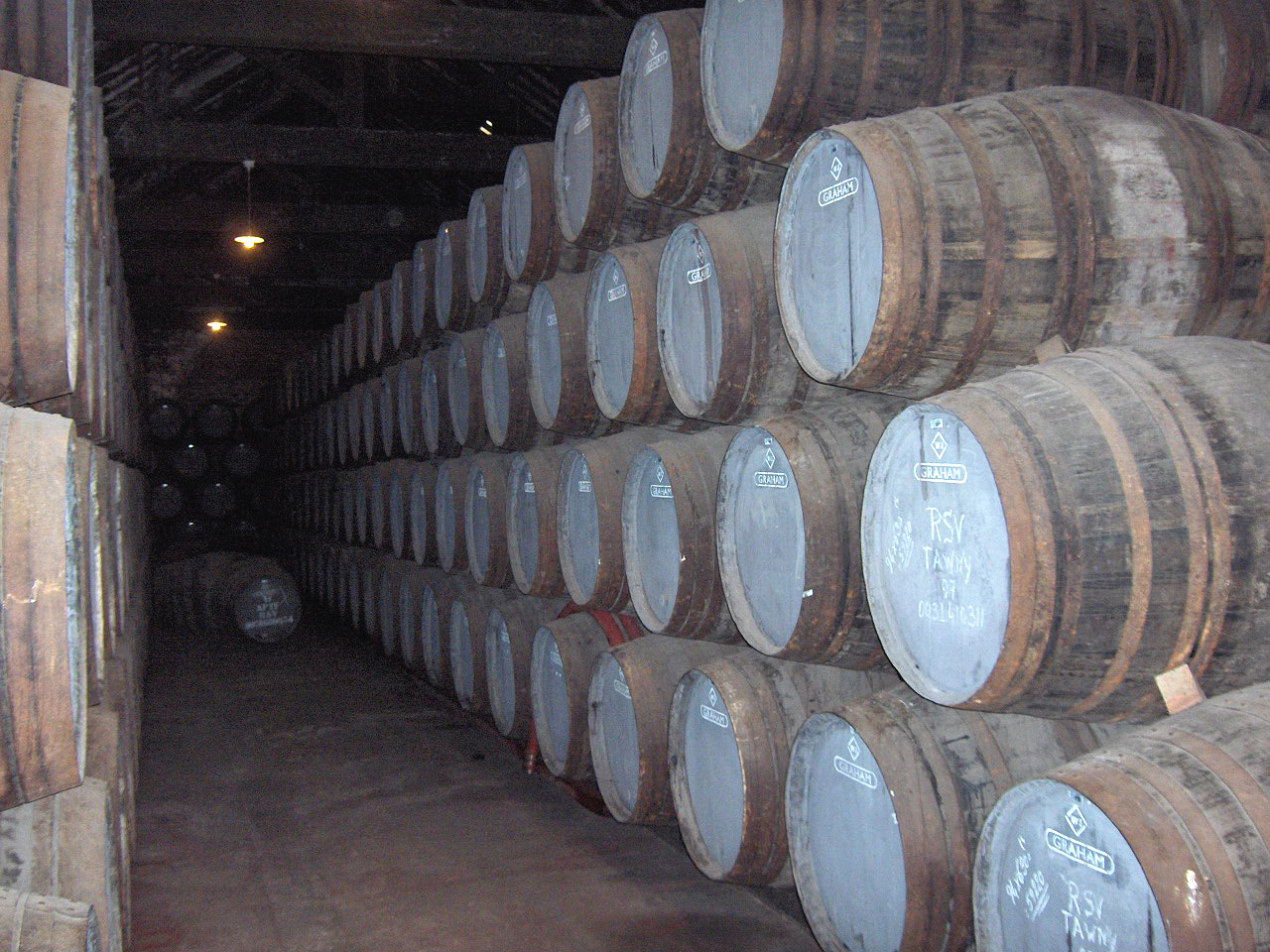
535 literes fahordók egy portói pincészetben

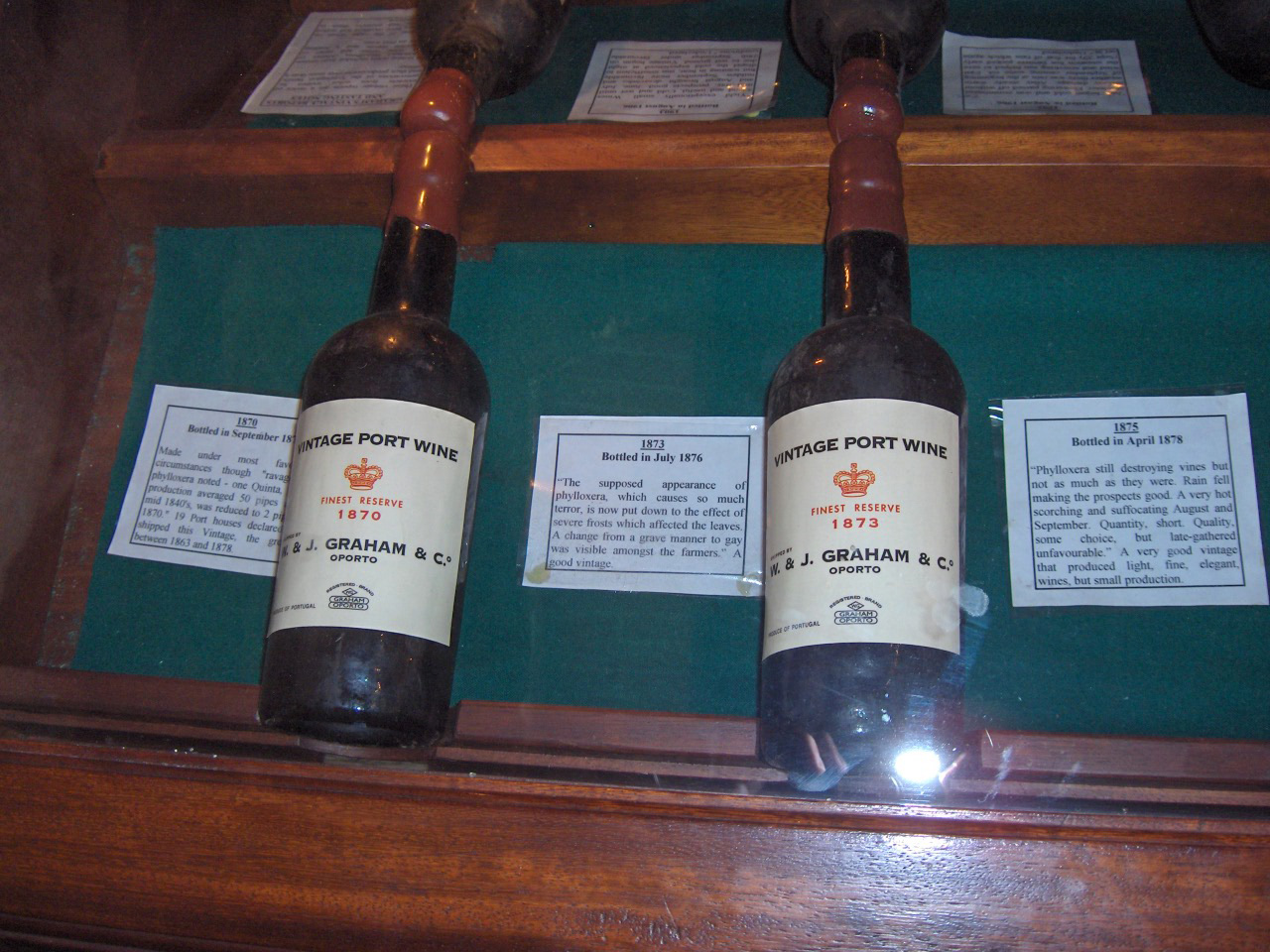
1870-ben, illetve 1873-ban palackozott Vintage Port

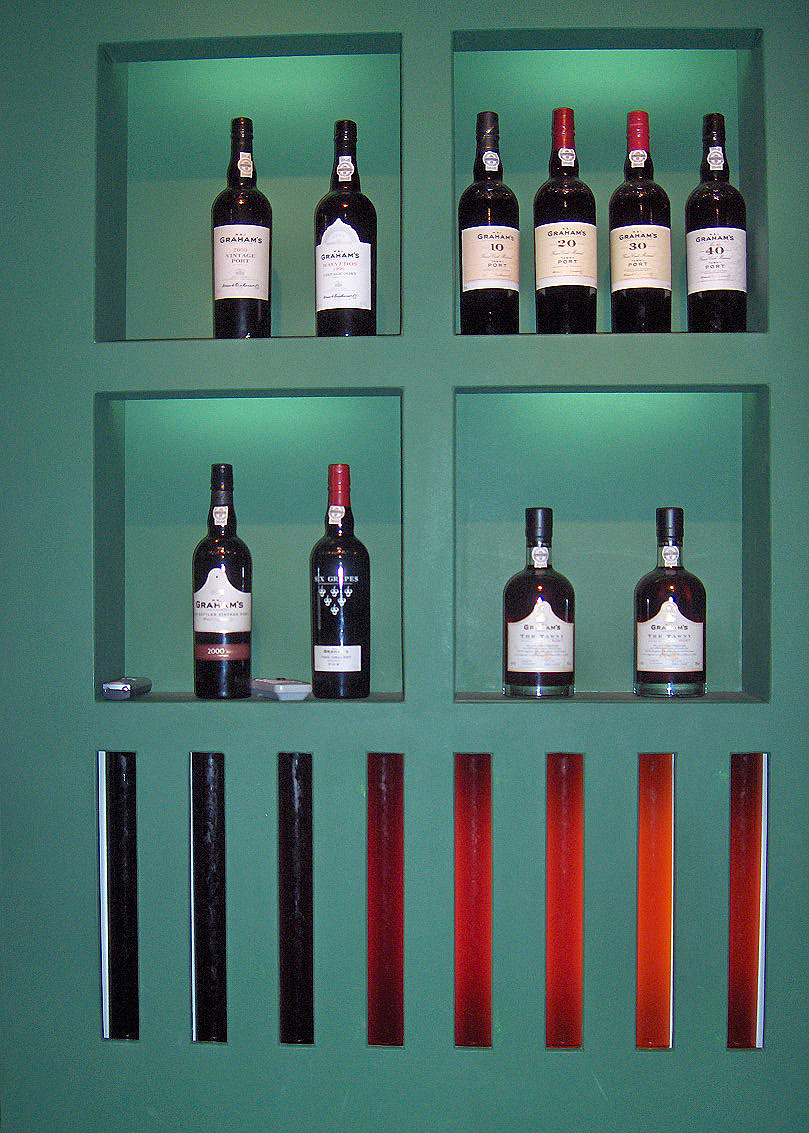
Különféle portói borok színskálával

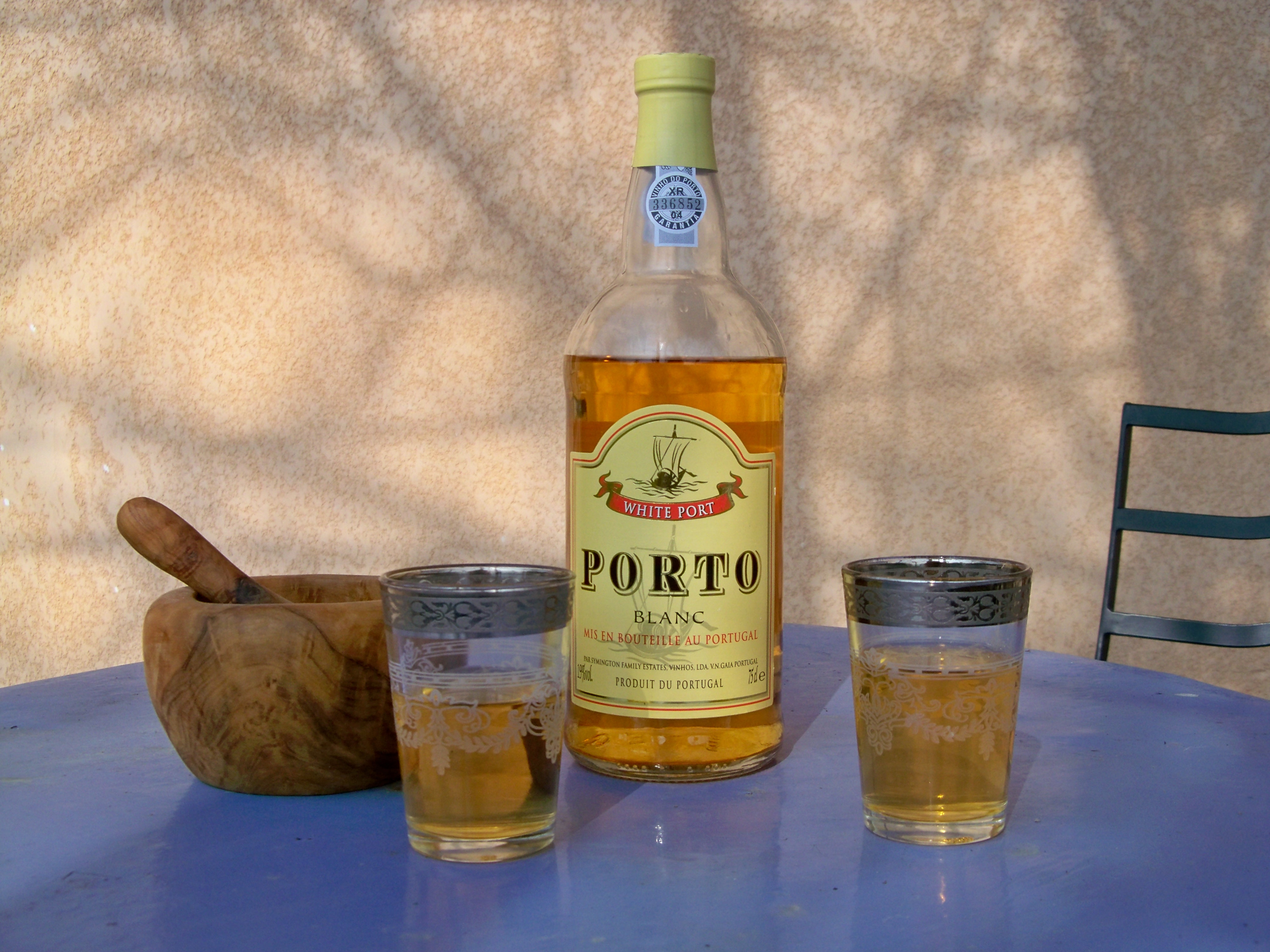
Fehér portói

A portói bor Portugália Alto Douro borvidékén, szigorú módszertani előírások betartásával készített likőrbor. Egy borösszeállítás (cuvée), amely a legtöbbször különböző fajborok és évjáratok házasítása, keveréke. Bár Portugáliában termelik, mégis az angolok afféle „nemzeti italának” számít. A portói (Port wine) avinált, azaz erősített bor.

## A termőterület
A Douro folyó felső folyásánál, mintegy 100 kilométerre Portótól, kontinentálisba hajló mediterrán éghajlaton termő szőlőből készítik. A Douro völgyében megtermelt bort a folyó alsó, hajózható szakaszán hagyományosan gályákon úsztatták le a torkolatig, hogy Vila Nova de Gaia pincéiben (a folyó torkolatánál, a bal parton, Portóval átellenben) érleljék – ma már eleve a leszüretelt szőlőt szállítják oda, és az elkészült bort is ott palackozzák.
A „portói bor” nevet a 17. század második felétől használják – azért ez a név terjedt el, mert a bort Porto kikötőjéből szállították az egész világra. A bor és termőhelye 1756 – Pombal márki rendeletei óta – védett.
- Szőlőfajták
  - touriga nacional
  - tinta roriz
  - tinta barroca
  - tinta cão

## Eredete
Nem tudni pontosan, kik kezdték a Alto Douro borvidéken termett borokat avinálni. Az egyik, elterjedt magyarázat szerint amikor 1678-ban az angolok háborúzni kezdtek a franciákkal, azok beszüntették a bordeaux-i exportálását, az angoloknak pedig utánpótlásról kellett gondoskodniuk. A portugáloknak volt ugyan bora, de az meg sem közelítette a bordeaux-i színvonalát, ráadásul a szállítás közben gyakran megecetesedett. Hogy ezt megelőzzék, a brit kereskedők borpárlatot öntöttek a borba. E változat hitelét rontja, hogy a tartósításnak ezt a módját már a nagy földrajzi felfedezések idején, tehát jóval a különleges angol–portugál kereskedelmi kapcsolatok kialakulása és sokkal a „portói bor” elnevezés feltűnése előtt is alkalmazták.
A történet másik, hihetőbb változata szerint a háború kirobbanása után egy liverpooli borkereskedő a fiát küldte el Portugáliába. Az ifjú a Portótól keletre fekvő Lomegóban kóstolta meg a helyi apátság borpárlattal erősített és tartósított italát, és úgy döntött, hogy ilyen bort akar importálni.

## Készítése
A must erjedését annak beindulása után 3-4 nappal (amikor annak természetes alkoholtartalma mintegy 6–9 százalék) körülbelül 1:5 arányban 77% alkoholtartalmú semleges borpárlat hozzáadásával (avinálással) megállítják. Ettől a bor édes marad, mivel kierjedetlen cukor marad benne; alkoholtartalmát pedig a borpárlat 18–22% közé emeli.
Mivel nagyon rövid ideig erjesztik, azért, hogy ez alatt minél több színező- és cserzőanyagot  ki tudjanak vonni a bogyók héjából, a szőlőt hagyományosan kőkádakban, lábbal taposták. Ez ma már inkább csak turistalátványosság, a munka nagyját célgépek végzik.
Fentiek eredményeként a portói erős, karakteres desszertbor és mindig borösszeállítás (cuvée) – a legtöbbször különböző évjáratok keveréke. A „standard” portói bort jellemzően három évig érlelik húszezer literes vagy még nagyobb fahordókban (tartályokban), hogy gyümölcsös jellegét megőrizze. A három évnél tovább, kisebb fahordókban érlelt változatok közül kerülnek ki az úgynevezett „különleges” („categorias especiais”) portóik.
A bor minőségét három intézmény védi:
- a helyi borászok szövetsége,
- az exportőrök szövetsége és
- a Portói Borok Intézete.

Szigorúan megszabják, hogy
- milyen szőlőfajtákból készülhet,
- azokból mennyi szüretelhető hektáronként,
- mennyi ideig érlelhetik hordóban,
- mennyi legyen a végtermék alkoholtartalma, fajsúlya.

Az összes újborból mintát kell küldeni az intézetnek, jóformán minden litert számontartanak. A szigorú előírások eredményeként a régió szőlőinek csak körülbelül 40 százalékából készíthetnek klasszikus portói likőrbort. Az Intézet szemlélete rendkívül konzervatív: így például kategorikusan megtiltották, hogy az avináláshoz a hagyományos, semleges ízű helyett érlelt borpárlatot használjanak.

## Jellemzői, típusai
A portói bornak számos stílusa alakult ki az egyszerű és az olcsó Ruby-tól a ritka és jól tárolható „Vintage Port”-ig. A portói borokat leginkább a szivarozók kultiválják: a szivar és a portói az ínyenc élvezet afféle jelképe egy-egy pompás étkezés után.
A három fő típus:
- Porto Branco,
- Porto Ruby,
- Porto Tawny.

### Porto Branco
A portóinak ez a változata az, ami fehér szőlőből készül. Ez az egyetlen olyan portói változat, amelyet édessége alapján kategorizálnak: létezik
- seco (száraz),
- meio-seco és
- doçe (édes).

Mivel az avinálás eredményeként még a „száraz” változat is tartalmaz maradék cukrot, nagyjából a magyar terminológia szerinti félszáraz boroknak felel meg, a meio-seco pedig a magyar fogalomrendszerben inkább félédes. Jellemzően aranysárga színű.

### Porto Ruby
Kék szőlőből készített és legfeljebb öt évig érlelt, rubinszínű bor. Ezt is nagy, fából készült tartályokban érlelik. Fiatalos jegyeket hordoz, illata a piros bogyós gyümölcsökére emlékeztet.

### Porto Tawny
Kék szőlőből készített és több mint öt évig érlelt bor. Színe a hosszú érleléstől az oxidáció miatt kifakul; erről kapta a nevét (tawny = topáz). Az alap tawnyt többféle és több évjáratú bor házasításával állítják elő, átlagosan három év érlelés után. Ekkor a nagy tartályokból kisebb, jellemzően 534 literes, szivar alakú fahordókba fejtik át. Ízében felfedezhető a dió és a mandula, majd idővel további zamatok (például csokoládé, kávé, méz) jelenhetnek meg benne.

## Különleges kategóriák
Néhány fajta a Portói Borok Intézete (Instituto de Vinhos do Douro e Porto) szerint:
- Ruby stílus; a nagy fahordók után üvegben továbbérlelt:
  - Porto Ruby Reserva: „előjegyzés” – minden évben kiválogatják, mely fajták adták a legjobb bort, és ezeket házasítják.
  - Porto Vintage: úgynevezett „évjáratos” bor a kiemelkedően jó és ekként kihirdetett évek terméséből. 2–3 évig a nagy fahordókban, majd további évekig (legfeljebb húsz évig) palackban érlelik.
  - Porto Late Bottled Vintage (LBV): ezeket szintén kitűnő, de nem deklarált évjáratok terméséből készítik. Hosszabb (4–6 éves) érlelés után töltik palackba, amikor az ízük még mindig nagyon gyümölcsös.
  - Porto (Vintage) Single Quinta Vintage: minőségi borok (egy-egy évből területről).
- Tawny stílus; kisebb fahordókban érlelt:
  - Porto Tawny Reserva
  - Porto Tawny 10 anos
  - Porto Tawny 20 anos
  - Porto Tawny 30 anos
  - Porto Tawny 40 anos
  - Porto Colheita
- Fehér borok speciális kategóriái:
- Reserva vagy
- Indicação de Idade (10, 20, 30 vagy 40 éves).

## A legfontosabb pincészetek
- C. N. Kopke
- Sandeman
- Borrelho
- Ferreira
- Offley
- Robertson's
- W. & J.GRAHAM & CA., S.A.
- Warre's,
- Dow's
- Smith Woodhouse
- Cockburn's
- Churchill's
- Cálem
- Gilberts
- Barros
- Burmester
- Taylor's (Quinta and Vineyard Bottlers-Vinhos S.A.)
- Croft
- Fonseca[halott link]
- Quinta da Casa Amarela
- Martha's Porto
- Delaforce
- Osborne
- Ramos Pinto
- Quinta do Noval
- Niepoort
- Krohn
- Messias
- Presidential
- Dalva
- Royal Oporto
- Cruz
- Martinez

## Jogi kérdések

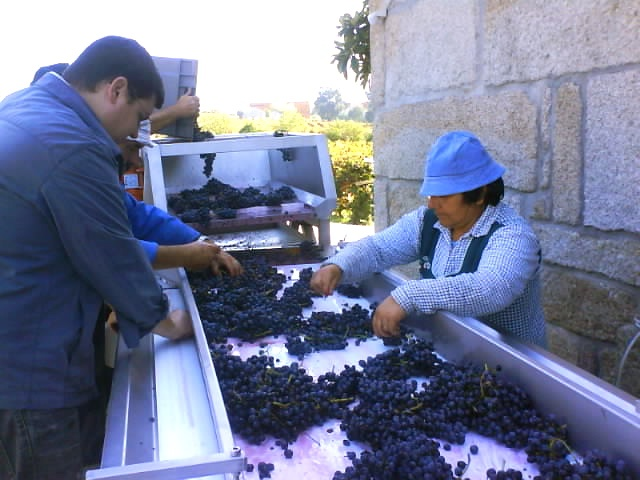
Touriga Nacional szőlő válogatása - a legtöbbre tartott portugál kékszőlőfajta, amely kis hozamú fekete bogyós gyümölcsös

A portói bor eredetmegjelölés és nem fajtanév, ezért Portugália számos nemzetközi megállapodást kötött az eredetmegjelölés oltalma érdekében, arra törekedve, hogy a termőterületen kívül bárhol előállított borokat ne lehessen jogszerűen portóinak nevezni. Magyarország 2004-ben kötelezte magát, hogy nem engedi az „oportó”, „oportói” stb. szavak használatát, elsősorban magyar borokkal kapcsolatban, fajtanévként sem. Ezért ettől az időponttól az addig Magyarországon hagyományosan „Oportónak”, „Kékoportónak” nevezett borokat általában „Portugieser”, „Blauer portugieser” néven hozzák forgalomba.